# Europese kampioenschappen zeilwagenrijden 1967
De Europese kampioenschappen zeilwagenrijden 1967 waren door de Internationale Vereniging voor Zeilwagensport (FISLY) georganiseerde kampioenschappen voor zeilwagenracers. De 5e editie van de Europese kampioenschappen vond plaats in het Duitse Sankt Peter-Ording. 

## Uitslagen
| klasse         | Goud                                                 | Zilver                                     | Brons                                    |
| -------------- | ---------------------------------------------------- | ------------------------------------------ | ---------------------------------------- |
| Klasse 1 & 2   | Uwe Schröder                                         | Rüdiger Grassy                             | Manfred Kribis                           |
| Klasse 3 Ploeg | Jan Dick Wevers Gerda Meeuwissen Frederik Meeuwissen | Robert Demuysere Pierre Debra Jean Veraart | Garry Benson Brian Davies Leslie Damsell |
| Dames          | Gerda Meeuwissen                                     | Monique Gimel                              | Helga Junge                              |

1963 ·
1964 ·
1965 ·
1966 ·
1967 ·
1968 ·
1969 ·
1970 ·
1971 ·
1972 ·
1973 ·
1974 ·
1975 ·
1976 ·
1977 ·
1978 ·
1979 ·
1980 ·
1981 ·
1982 ·
1983 ·
1984 ·
1985 ·
1986 ·
1987 ·
1988 ·
1989 ·
1990 ·
1991 ·
1992 ·
1993 ·
1994 ·
1995 ·
1996 ·
1997 ·
1998 ·
1999 ·
2000 ·
2001 ·
2002 ·
2003 ·
2004 ·
2005 ·
2006 ·
2007 ·
2009 ·
2010 ·
2011 ·
2013 ·
2015 ·
2016 ·
2017 ·
2019 ·
2020 ·